# Emanuele Buzzi
Pour les articles homonymes, voir Buzzi.
Emanuele Buzzi, né le 17 octobre 1994 à San Candido, est un skieur alpin italien. Il est spécialiste des épreuves de vitesse (descente et super G).

## Biographie
Membre des Carabinieri, il fait ses débuts dans les courses de la FIS en 2009-2010, puis obtient son premier résultat d'envergure au Festival olympique de la jeunesse européenne en 2011, à Liberec, terminant deuxième derrière Henrik Kristoffersen en slalom géant.
Buzzi dispute les Championnats du monde junior entre 2012 et 2015 et signe ses meilleurs résultats en combiné : sixième en 2014 et septième en 2015. À l'Universiade d'hiver de 2013, il prend la quatrième place en super G.
Il fait ses débuts en Coupe du monde en décembre 2014 à Val Gardena. Il marque ses premiers points en février 2016 en terminant 25e de la descente de Jeongseon, tandis qu'il prend la troisième place au classement général de la Coupe d'Europe cette année. Il se place plus haut lors de la saison 2017-2018, avec trois top vingt dont une dixième place à Garmisch-Partenkirchen. Il participe cet hiver aux Jeux olympiques de Pyeongchang, où il court la descente (22e). Il finit sixième de la descente de Wengen en 2019, mais il se blesse dans l'aire d'arrivée, ce qui met fin à sa saison. En 2020, grâce à deux top dix en descente, il établit ses meilleurs classements finaux dans la Coupe du monde, se classant 19e de la spécialité.
Aux Championnats du monde 2021, à Cortina d'Ampezzo, il finit treizième de la descente, sa seule course au programme de nouveau.
Il est le petit fils de Bruno De Zordo (en), sauteur à ski.

## Palmarès

### Jeux olympiques d'hiver
| Épreuve / Édition   | Descente | Super G | Slalom géant | Slalom | Combiné |
| JO 2018 PyeongChang | 22e      | —       | —            | —      | -       |

Légende :
- — : Emanuele Buzzi n'a pas participé à cette épreuve

### Championnats du monde
| Épreuve / Édition               | Descente | Super G | Slalom géant | Slalom | Combiné |
| Mondiaux 2017 Saint-Moritz      | -        | 23e     | -            | -      | -       |
| Mondiaux 2021 Cortina d'Ampezzo | -        | 13e     | -            | -      | -       |

### Coupe du monde
- Meilleur classement général : 62e en 2020.
- Meilleur résultat : 6e.

#### Classements par saison
| Saison | Général | Slalom | Slalom géant | Super G | Descente | Combiné |
| ------ | ------- | ------ | ------------ | ------- | -------- | ------- |
| 2016   | 136e    | —      | —            | 54e     | 54e      | —       |
| 2017   | 129e    | —      | —            | 52e     | 47e      | —       |
| 2018   | 69e     | —      | —            | 38e     | 25e      | 29e     |
| 2019   | 64e     | —      | —            | 37e     | 21e      | —       |
| 2020   | 62e     | —      | —            | 19e     | 33e      | -       |
| 2021   | 107e    | —      | —            | 43e     | 49e      | —       |

### Festival olympique de la jeunesse européenne
- Liberec 2011 :
  -  Médaille d'argent du slalom géant.

### Coupe d'Europe
- 3e du classement général en 2016.
- Vainqueur du classement du super G en 2016.
- 8 podiums, dont 3 victoires (2 en super G et 1 en descente).

### Championnats d'Italie
- Champion du super G en 2021.